# Castelo de Saint-Hilaire et des Plas

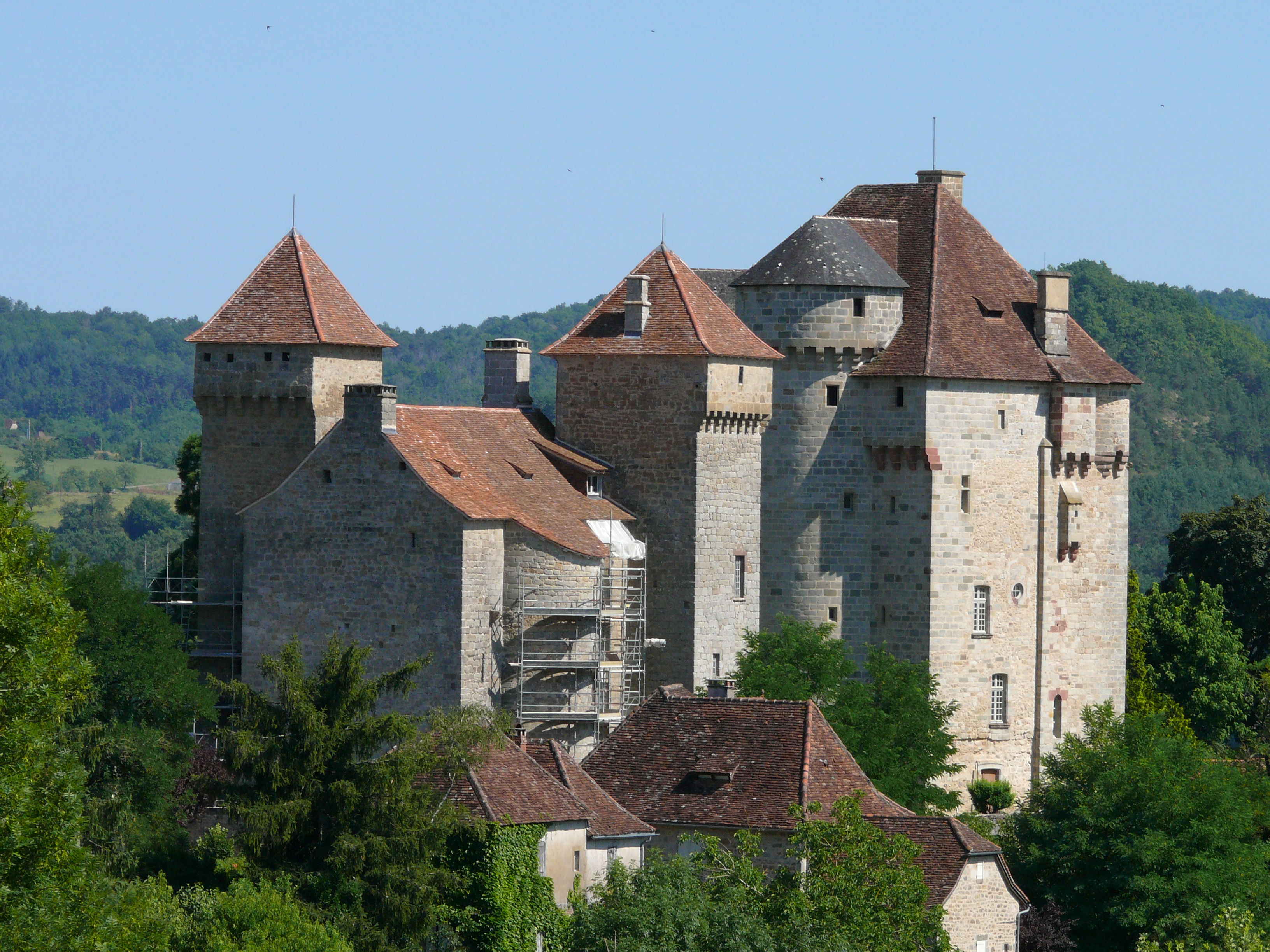
Vista dos dois castelos.

Os Châteaux de Saint-Hilaire et des Plas são dois castelos históricos em Curemonte, Corrèze, Nouvelle-Aquitaine, na França.

## História
O Château de Saint-Hilaire, no centro, foi construído no século XIII. O Château des Plas, que o rodeia, foi construído no século XVII.

## Valor arquitectónico
Eles estão listados como um monumento oficial desde 1991.